# EULUMDAT

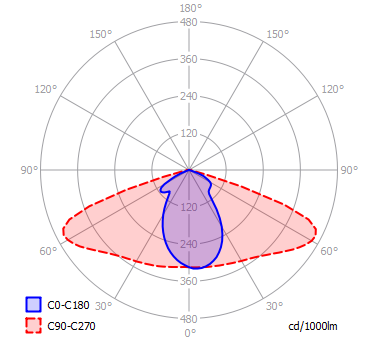
Beispiel-Diagramm von der Software 1.0.1 QLumEdit

EULUMDAT ist ein Format für den Austausch von photometrischen Daten zur Lichtstärkeverteilung von Lichtquellen. Die typische Dateiendung ist *.ldt. Das Format wurde 1990 von Axel Stockmar (Light Consult Inc., Berlin) vorgeschlagen und hat sich seitdem in Kontinentaleuropa zum Industriestandard für die Übermittlung von photometrischen Daten entwickelt. In Großbritannien wird im Gegensatz dazu das Format TM14 bevorzugt. Im amerikanischen Raum existiert parallel zu den europäischen Standards das Format IESNA LM-63.

## Merkmale
EULUMDAT ist ein reines ASCII-Format, wobei die Daten zeilenweise organisiert sind. Die Zeichen für den Zeilenumbruch folgen der Konvention unter MS-DOS/Windows und bestehen aus einem Wagenrücklauf (englisch: carriage return oder <CR>) und einem Zeilenvorschub (englisch: line feed oder <LF>) in der Reihenfolge <CR><LF>. Programme unter Betriebssystemen mit anderen Konventionen wie z. B. UNIX oder Mac OS müssen dies berücksichtigen, damit der plattformübergreifende Austausch funktionieren kann.
Da das Dateiformat nur Informationen über die Lichtstärke, nicht jedoch die Leuchtdichte beinhaltet können viele Eigenschaften einer Lichtquelle darin nicht transportiert werden. So können z. B. Blendungsbewertungen nur dann anhand EULUMDAT vorgenommen werden, wenn die Lichtquellen eine homogen strahlende Oberfläche besitzen. Dies ist aber bei vielen heutigen Leuchten, vor allem bei Leuchtdioden oder Strahlern nicht der Fall. Eine Blendungsbewertung ist dann nicht möglich.

## Dateiformat
| Element (Zeile) | Beschreibung | Anzahl der Zeichen   |
| --------------- | --- | -------------------- |
| 1               | Unternehmensname / Datenbank / Version / Formatidentifikation | max. 78              |
| 2               | Lichtquellentyp Ityp: - Punktquelle mit Symmetrie zur vertikalen Achse = 1 - Linienquelle = 2 - Punktquelle mit anderer Symmetrie = 3 (nur Linienquellen, Ityp = 2, werden in longitudinale und transversale Richtung unterteilt)                                                          | 1                    |
| 3               | Art der Symmetrie Isym: - keine Symmetrie = 0 - Symmetrie zur vertikalen Achse = 1 - Symmetrie zur Ebene C0-C180 = 2 - Symmetrie zur Ebene C90-C270 = 3 - Symmetrie zu den Ebenen C0-C180 und C90-C270 = 4                                                                                 | 1                    |
| 4               | Anzahl Mc der C-Ebenen zwischen 0° und 360° (üblicherweise 24 für Innenraum-, 36 für Straßenbeleuchtung) | 2                    |
| 5               | Winkelintervall Dc zwischen den C-Ebenen (Dc = 0 für nicht-äquidistante C-Ebenen) | 5                    |
| 6               | Anzahl Ng der Lichtstärkewerte in jeder C-Ebene (üblicherweise 19 oder 37) | 2                    |
| 7               | Winkelintervall Dg zwischen den Lichtstärkewerten einer C-Ebene (Dg = 0 für nicht-äquidistante Lichtstärkewerte in einer C-Ebene) | 5                    |
| 8               | Messprotokollnummer | max. 78              |
| 9               | Leuchtenbezeichnung | max. 78              |
| 10              | Leuchtennummer | max. 78              |
| 11              | Dateiname / Datensatzname | 8                    |
| 12              | Datum / Benutzer | max. 78              |
| 13              | Länge oder Durchmesser der Leuchte in mm | 4                    |
| 14              | Breite b der Leuchte in Millimeter (b = 0 für kreisförmige Leuchte) | 4                    |
| 15              | Höhe der Leuchte in Millimeter | 4                    |
| 16              | Länge oder Durchmesser der leuchtenden Fläche in Millimeter | 4                    |
| 17              | Breite b1 der leuchtenden Fläche in Millimeter | 4                    |
| 18              | Höhe der leuchtenden Fläche in der C0-Ebene in Millimeter | 4                    |
| 19              | Höhe der leuchtenden Fläche in der C90-Ebene in Millimeter | 4                    |
| 20              | Höhe der leuchtenden Fläche in der C180-Ebene in Millimeter | 4                    |
| 21              | Höhe der leuchtenden Fläche in der C270-Ebene in Millimeter | 4                    |
| 22              | Anteil des unteren halbräumlichen Lichtstroms Phiu | 4                    |
| 23              | Leuchtenwirkungsgrad in % | 4                    |
| 24              | Umrechnungsfaktor für Lichtstärkewerte (abhängig von der Messung) | 6                    |
| 25              | Neigung der Leuchte während der Messung (Straßenbeleuchtung) | 6                    |
| 26              | Anzahl n der Standard-Lampensätze (optional, erweiterbar auf unternehmensspezifischer Basis) | 4                    |
| 26a             | Anzahl der Lampen | n × 4                |
| 26b             | Typ der Lampen | n × 24               |
| 26c             | Gesamtlichtstrom der Lampen | n × 12               |
| 26d             | Lichtfarbe / Farbtemperatur | n × 16               |
| 26e             | Farbwiedergabeklasse / Farbwiedergabeindex | n × 6                |
| 26f             | Leistungsaufnahme gesamte Leuchte in W | n × 8                |
| 27              | Direct ratios for room indices k = 0,6 … 5 (für die Bestimmung der Leuchtenanzahl anhand der Auslastungsfaktormethode) | 10 × 7               |
| 28              | C-Winkel (beginnend bei 0°) | Mc × 6               |
| 29              | G-Winkel (beginnend bei 0°) | Ng × 6               |
| 30              | Lichtstärkeverteilung in Candela pro 1000 Lumen - wenn Isym = 0, dann Mc1 = 1 und Mc2 = Mc - wenn Isym = 1, dann Mc1 = 1 und Mc2 = 1 - wenn Isym = 2, dann Mc1 = 1 und Mc2 = Mc/2+1 - wenn Isym = 3, dann Mc1 = 3*Mc/4+1 und Mc2 = Mc1+Mc/2 - wenn Isym = 4, dann Mc1 = 1 und Mc2 = Mc/4+1 | (Mc2-Mc1+1) × Ng × 6 |